# Steve Allen
Steve Allen, de nacimiento Stephen Valentine Patrick William Allen (Nueva York, 26 de diciembre de 1921 - Los Ángeles, 30 de octubre de 2000) fue un comediante, creador y presentador de radio y televisión, actor, músico, compositor y escritor estadounidense.

## Biografía
Debutó como comediante en la radio durante los años 1940, antes de pasarse a la televisión en el horario nocturno, donde creó y presentó The Tonight Show (1953–1957) y The Steve Allen Show (1957–1960). Fue anfitrión de otros tantos programas televisivos como Meeting of Minds, que dirigió desde 1977 hasta 1981.
Compuso más de 3.000 canciones como Picnic o Impossible. Untervino también en cine en películas como The Benny Goodman Story de 1956 y La pareja chiflada de 1975. 
Allen falleció por las consecuencia de un accidente de circulación leve el 30 de octubre del 2000. Fue enterrado en el Forest Lawn Memorial Park en Los Ángeles, California.

## Shows
- Songs for Sale (1950–1952)
- What's My Line? (regular panelist, 1953–1954; frequent guest panelist 1954-1967)
- Talent Patrol (1953–1955)
- The Steve Allen Show (1956–61)
- The Tonight Show (1954–1957, NBC)
- The Steve Allen Westinghouse Show (1962–1968)
- I've Got a Secret  (1964–1967, 1972–1973)
- The Steve Allen Show (Filmways production, 1968–1969)
- Match Game (panelist, 1974)
- Meeting of Minds (1977–1981, PBS)
- Steve Allen Comedy Hour (1980–1981)
- The Start of Something Big (1985–1986)
- Space Ghost Coast to Coast (1997), one episode, Guest)
- Homicide:  Life On The Street (1998):   Steve and Jayne appeared as guests (January 16, 1998).

## Canciones
- "Theme from Picnic"
- "This Could Be the Start of Something Big"
- "Pretend You Don't See Her, My Heart"
- "The Gravy Waltz"
- "The Saturday Evening Post"
- "Impossible"
- "Cool Yule"
- "Letter From My Hearts"

## Filmografía
- Down Memory Lane (1949)
- Allen in Movieland (1955)
- The Benny Goodman Story (1956)
- The Big Circus (1959)
- College Confidential (1960)
- Warning Shot (1967)
- Where Were You When the Lights Went Out? (1968)
- The Comic (1969)
- Rich Man, Poor Man (1976)
- The St. Tammany Miracle (1994)